# Corona-West station (Metrolink)
La  estación Corona-West (en inglés: Corona-West station), es una estación de tren regional de la línea 91/Perris Valley y línea Inland Empire-Orange County de Metrolink en Corona, California, área regional de Los Ángeles en Estados Unidos. 

## Descripción
La estación Metrolink se inauguró el 2 de octubre de 1995 con servicio de la línea Inland Empire-Orange County. Cuenta con dos andenes de plataforma laterales. Cuenta con 564 aparcamientos. La estación es propiedad de Riverside County Transportation Commission. La línea 91/Perris Valley inauguró servicio el 6 de mayo de 2002. El tren de línea 91/Perris Valley es de Los Ángeles en el oeste y Perris en el este. La línea Inland Empire-Orange County es de San Bernardino en el norte a Oceanside en el sur.

## Servicio
La estación Corona-West recibe el servicio de 14 trenes de la línea 91/Perris Valley de Metrolink (7 en cada dirección) entre semana. El servicio de fin de semana consta de 4 trenes (2 en cada dirección) tanto los sábados como los domingos.
También recibe 18 trenes de la línea Inland Empire-Orange County (9 en cada dirección) y 4 trenes en fin de semana.